# Journal of Muscle Research & Cell Motility
Journal of Muscle Research & Cell Motility is een internationaal, aan collegiale toetsing onderworpen wetenschappelijk tijdschrift op het gebied van de celbiologie. De naam wordt in literatuurverwijzingen meestal afgekort tot J. Muscle Res. Cell Motil. Het wordt uitgegeven door Springer Science+Business Media.